# 日本杓蛤
是笋螂目杓蛤科杓蛤属的一种。主要分布于中国大陆、台湾，常栖息在水深28－105米。

## 參看
- 台灣杓蛤